# Actinodaphne bourdillonii
Actinodaphne bourdillonii är en lagerväxtart som beskrevs av James Sykes Gamble. Actinodaphne bourdillonii ingår i släktet Actinodaphne och familjen lagerväxter. Inga underarter finns listade i Catalogue of Life.